# ترانيلسيبرومين
الترانيلسيبرومين (بالإنجليزية: Tranylcypromine، يُباع تحت الاسم التجاري بارنات Parnate وأسماء أخرى) هو مثبط أكسيداز أحادي الأمين «إم إيه أو آي» (واختصارًا مثبط ماو)، وبتعبير أدق، يُعد الترانيلسيبرومين مثبطًا لا انتقائيًا لا عكوسًا لإنزيم أكسيداز أحادي الأمين (ماو). يُستعمل هذا الدواء مضادًا للاكتئاب والقلق في العلاج السريري لاضطرابات المزاج والقلق.
الترانيلسيبرومين هو بروبيل أمين يتشكل من «تحلّق» السلسلة الجانبية للأمفيتامين، وبالتالي يُصنف من الأمفيتامينات.

## الاستخدامات السريرية
يُستخدم الترانيلسيبرومين لعلاج الاضطراب الاكتئابي الكبير، الذي يشمل الاكتئاب غير النموذجي، خاصةً عندما يترافق مع اضطراب القلق، ويكون هنا الخط الثاني للعلاج. يُستخدم أيضًا في علاج الاكتئاب غير المستجيب على مضادات الاكتئاب المثبطة للاسترداد مثل مثبطات استرداد السيروتونين الانتقائية ومضاد الاكتئاب ثلاثية الحلقات والبوبروبيون.

## مضادات الاستطباب
تشمل مضادات استطباب استخدام الدواء ما يلي:
- البرفيريا.
- الأمراض القلبية الوعائية أو الدماغية الوعائية.
- ورم القواتم.
- التيرامين، الذي يوجد في العديد من الأطعمة، ويُستقلب بواسطة إنزيم ماو. يسبب هضم التيرامين وامتصاصه إفرازًا زائدًا للنورإبينفرين الذي يرفع سريعًا ضغط الدم إلى مستوًى يُدخل المريض في نوبة ارتفاع ضغط.
- قد يسبب الاستخدام المرافق للأدوية المعززة للسيروتونين حدوث متلازمة السيروتونين. تشمل هذه الأدوية مثبطات استرداد السيروتونين ومضادات الاكتئاب ثلاثية الحلقات السيروتونينية والديكستروميثورفان والميبيريدين.
- قد يسبب الاستخدام المرافق للعوامل المطلقة لأحادي الأمين «إم آر إيه إس» مثل الفينفلورامين أو الأمفيتامين أو السودوإفيدرين حدوث التسمم الذي يتظاهر بمتلازمة السيروتونين أو نوبة ارتفاع الضغط.
- قد يسبب تناول الليفودوبا دون الكاربيدوبا نوبة ارتفاع ضغط.

### الحمية الغذائية
يوجد التيرامين في الكثير من الأطعمة، ويُستقلب بسرعة عادةً بواسطة إنزيم أكسيداز أحادي الأمين إيه (ماو-إيه). قد يستهلك الأفراد الذين لا يتناولون مثبطات ماو غرامين يوميًا على الأقل من التيرامين في الوجبة الغذائية دون أن يرتفع ضغط الدم لديهم، بينما أولئك الذين يستخدمون مثبطات ماو مثل الترانيلسيبرومين قد يعانون من ارتفاع حاد في ضغط الدم بعد استهلاك 10 ملغ فقط من التيرامين.
تشمل الأغذية الحاوية على التيرامين الجبنة الناضجة واللحم المجفف والتوفو وبعض أنواع النبيذ الأحمر. تحوي بعضها (مثل خلاصة الخميرة) كميةً كافيةً لإحداث الوفاة بعد وجبة طعام واحدة. قد تحوي الأغذية الفاسدة أيضًا مستويات مرتفعةً من التيرامين.

## التأثيرات الجانية

### معدل وقوع التأثيرات الجانبية
تشمل التأثيرات الجانبية الأكثر شيوعًا (التي تحدث لدى أكثر من 10% من الحالات) ما يلي:
- الدوار الثانوي لهبوط الضغط الانتصابي (17%).

تشمل التأثيرات الجانبية الشائعة (1-10% من الحالات):
- تسرع القلب (5-10%).
- الهوس الخفيف (7%).
- المذل (5%).
- خسارة الوزن (2%).
- التشوش الذهني (2%).
- اضطراب الوظيفة الجنسية (2%).
- ارتفاع الضغط (ساعة إلى ساعتين بعد تناول الطعام) (2%).
- الطفح (2%).
- احتباس البول (2%).

تأثيرات جانبية أخرى (معدل وقوع غير معروف):
- زيادة أو نقصان الشهية.
- اعتلال الدم.
- الإسهال.
- الألم الصدري.
- الوذمة.
- الهلوسة.
- فرط المنعكسات.
- الأرق.
- اليرقان.
- تشنجات الساق.
- الألم العضلي.
- الخفقان.
- الإحساس بالبرودة.
- الفكر الانتحاري.
- الرعاش.

من الجدير بالذكر عدم ارتباط الجنس والعمر تحت 65 عامًا مع معدل وقوع التأثيرات الجانبية. لا يترافق الترانيلسيبرومين مع كسب الوزن، ويحمل خطرًا أقل من الهيرازين للانسمام الكبدي.
يوصى عمومًا بإيقاف استخدام مثبطات ماو قبل التخدير، لكن هذا يرفع خطر نكس الاكتئاب. في إحدى الدراسات الحشدية الرجعية القائمة على الملاحظة، أبدى المرضى الموضوعون على الترانيلسيبرومين تحت للتخدير العام انخفاض معدل وقوع هبوط الضغط في أثناء العملية، بينما لم يظهر فرق في حدوث تباطؤ القلب أو تسرعه أو ارتفاع الضغط في أثناء العملية عند المقارنة مع المرضى الذين لا يتناولون مثبطات ماو.
إن استخدام المحاكيات الودية غير المباشرة أو الأدوية المؤثرة على استرداد السيروتونين مثل الميبيريدين أو الديكستروميثورفان يرفع خطر ارتفاع ضغط الدم ومتلازمة السيروتونين على الترتيب، لذا يُنصح باستخدام الأدوية البديلة. وصلت الدراسات الأخرى إلى نتائج مشابهة. إن تداخلات الحركية الدوائية مع أدوية التخدير غير شائع، إذ يملك الترانيلسيبرومين ألفةً عالية للسيتوكروم بّي-450 2A6 (CYP2A6) ولا يُثبط إنزيمات السيتوكروم بّي في تراكيزه العلاجية.
ذُكرت حالات من الإدمان على الترانيلسيبرومين في جرعات تتراوح بين 120-600 ميليغرامًا يوميًا. يُعتقد أن الجرعات الأعلى تملك تأثيرات أشبه بالأمفيتامين ويزيد البدء السريع لفعالية الترانيلسيبرومين ونصف عمره القصير من خطورة الإدمان.
ذُكرت حالات من الفكر الانتحاري والسلوكيات الانتحارية لدى المعالجين بالترانيلسيبرومين أو بعد إيقاف العلاج بفترة قصيرة.
تُبدي الجرعات المفرطة من الترانيلسيبرومين تظاهرات أشد من الجرعات المعتادة.

## الية العمل
مضاد الترانيلسيبرومين يمنع تحطيم انزيم أكسيداز أحادي الأمين، مما يؤدي إلى زيادة كمية هذا الإنزيم ونشاطه في الدماغ،كي لا يتسبب تحطيمه خلل في المادة الكيميائية مما يؤدي بذلك إلى حالة الاكتئاب.ويعمل الترانيلسيبرومين عن طريق زيادة بعض أنواع النواقل العصبية في الدماغ والمسؤولة عن تحسين المزاج والراحة، ويقلل من حالات الاكتئاب المصحوبة والقلق والتوتر، ولكن يعطى هذا الدواء بعد ان فشلت بعض الادوية التي هي اقل في تأثيراتها الجانبية منه في علاج الاكتئاب .

## طرق الاستعمال
يعطى دواء الترانيلسيبرومين للبالغين عن طريق الفم بمقدار 10 ملغ مرتين باليوم، وقد تزداد كمية الجرعة بمقدار 10 ملغ تمتد من أسبوع إلى ثلاثة أسابيع، حيث تكون الجرعة النهائية بمقدار 60 ملغ في اليوم.

## وصلات اضافية
http://www.nlm.nih.gov/medlineplus/druginfo/meds/a682088.html
http://www.netdoctor.co.uk/depression/medicines/tranylcypromine.html
http://www.rxlist.com/parnate-drug.htm